# Каталина Футхилс (Аризона)
Каталина Футхилс (енгл. Catalina Foothills) насељено је место без административног статуса у америчкој савезној држави Аризона.

## Демографија
По попису из 2010. године број становника је 50.796, што је 2.998 (-5,6%) становника мање него 2000. године.
| Група             | 2000.          | 2010.          |
| Белци             | 46.375 (86,2%) | 41.415 (81,5%) |
| Афроамериканци    | 653 (1,2%)     | 694 (1,4%)     |
| Азијати           | 1.744 (3,2%)   | 2.636 (5,2%)   |
| Хиспаноамериканци | 4.062 (7,6%)   | 5.076 (10,0%)  |
| Укупно            | 53.794         | 50.796         |